# 문악역
문악역(文岳驛)은 자강도 만포시에 있는 북부내륙선과 안골선의 철도역이다.